# Paul Wachtel
Paul Wachtel fue un deportista suizo que compitió en remo. Ganó dos medallas en el Campeonato Europeo de Remo, bronce en 1929 y oro en 1931.

## Palmarés internacional
| Campeonato Europeo | Campeonato Europeo  | Campeonato Europeo | Campeonato Europeo |
| Año                | Lugar               | Medalla            | Prueba             |
| ------------------ | ------------------- | ------------------ | ------------------ |
| 1929               | Bydgoszcz (Polonia) | Medalla de bronce  | Cuatro con timonel |
| 1931               | París (Francia)     | Medalla de oro     | Cuatro sin timonel |